# Allianz Deutscher Demokraten
Die Allianz Deutscher Demokraten (kurz AD-Demokraten, ADD) war eine deutsche Kleinpartei, die sich vornehmlich an türkischstämmige und muslimische Einwanderer richtete.

## Entstehung und Geschichte
Gegründet wurde die Partei von Remzi Aru direkt nach der Bundestagsresolution zum türkischen Völkermord an den Armeniern 2016. Ziele der Partei waren: Vollmitgliedschaft der Türkei in der EU, die Beibehaltung und Ausweitung des Doppelpasses, das Recht muslimischer Frauen, ein Kopftuch tragen zu dürfen, wo und wann sie das wollen, und das Wahlrecht für Migranten auch bei Bundes- und Landtagswahlen, wenn sie mindestens zehn Jahre in Deutschland leben.
Bei der Landtagswahl in Nordrhein-Westfalen 2017 trat die Partei erstmals zu einer Wahl an. Sie erreichte 0,15 % der abgegebenen Zweitstimmen.
Das Bundesverfassungsgericht hat der Beschwerde des deutsch-türkischen Rechtsanwalts und Parteivorsitzenden der Allianz Deutscher Demokraten Ramazan Akbas in Zusammenhang mit der Völkermord-Resolution des Bundestages nicht stattgegeben. Das Gericht sah es als nicht begründet und erwiesen an, dass der Beschwerdeführer in seinen Grundrechten verletzt worden sei. Der Beschwerdeführer Ramazan Akbas hat die Sache nun an den Europäischen Gerichtshof in Straßburg getragen.
Die Landesliste der ADD in Nordrhein-Westfalen wurde zur Bundestagswahl 2017 zugelassen. Im Wahlkampf plakatierte die Partei Bilder von Erdogan mit einem türkischen Slogan, der übersetzt „Türkei-Freunde – Steht mit ihnen zusammen! Gebt ihnen Eure Stimmen! Wachst mit ihnen!“ lautet. Bundesweit holten sie 0,1 Prozent der Stimmen, in NRW 0,4 %. In vereinzelten Städten wurde die Partei unter jenen Parteien, die nicht den Bundestag erreichten, stärkste Kraft, so etwa in Herne mit 1,2 %.
Mitte Dezember 2017 wurde ein Landesverband der ADD in Bayern gegründet, der Landesvorsitzender wurde der Wirtschaftsingenieur Taner Kaplan. An der Landtagswahl in Bayern 2018 nahm die Partei jedoch nicht teil. Bei der zeitgleichen Landtagswahl in Hessen 2018 kam die Partei auf 0,1 % der Zweitstimmen.

## Einordnung
Experten sahen eine klare Nähe zum türkischen Präsidenten Recep Tayyip Erdogan und dessen Partei für Gerechtigkeit und Entwicklung (AKP) und eine „schmale Wahlbasis“, da die Partei vor allem türkeistämmige Personen anspreche, von denen aber nur die Hälfte in Deutschland wählen darf.